# ستيف ايفتس
ستيف ايفتس (بالإنجليزية: Steve Evets)‏ (و. 1959 – م) هو ممثل من المملكة المتحدة . ولد في سالفورد .

## روابط خارجية
- ستيف ايفتس على موقع IMDb (الإنجليزية)
- ستيف ايفتس على موقع ألو سيني (الفرنسية)
- ستيف ايفتس على موقع أول موفي (الإنجليزية)
- ستيف ايفتس على موقع قاعدة بيانات الأفلام السويدية (السويدية)
- ستيف ايفتس على موقع قاعدة بيانات الفيلم (الإنجليزية)
- ستيف ايفتس على موقع كينوبويسك (الروسية)